# Markus Malin
Markus Malin (Lahti, 28 maggio 1987) è un ex snowboarder finlandese.

## Biografia
Specialista di big air e halfpipe,  ha esordito in Coppa del Mondo di snowboard il 14 febbraio 2003 a Torino, in Italia.

## Palmarès

### Mondiali
- 2 medaglie:
  - 2 bronzi (halfpipe a La Molina 2011; halfpipe a Stoneham 2013)

### Winter X Games
- 1 medaglia:
  - 1 bronzo (superpipe ad Aspen 2013)

### Mondiali juniores
- 2 medaglie:
  - 1 oro (halfpipe a Klínovec 2004)
  - 1 argento (halfpipe a Vivaldi Park 2006)

### Coppa del Mondo
- Miglior piazzamento in classifica generale freestyle: 7º nel 2012
- Miglior piazzamento nella Coppa del Mondo di halfpipe: 5º nel 2012
- Miglior piazzamento nella Coppa del Mondo di big air: 57º nel 2009
- 6 podi
  - 1 vittoria
  - 3 secondi posti
  - 2 terzi posti

#### Coppa del Mondo - vittorie
| Data             | Luogo | Paese     | Disciplina |
| ---------------- | ----- | --------- | ---------- |
| 17 dicembre 2011 | Ruka  | Finlandia | HP         |

Legenda:

HP = Halfpipe